# ونگ سون-هوا
ونگ سون-هوا (انگلیسی: Pong Son-hwa؛ زادهٔ ۱۸ فوریهٔ ۱۹۹۳) بازیکن فوتبال زن اهل کره شمالی است.
وی همچنین در تیم ملی فوتبال زنان کره شمالی بازی کرده است.